# 小部 (パーリ)
小部（しょうぶ、巴: Khuddaka Nikāya, クッダカ・ニカーヤ）とは、仏教のパーリ仏典の経蔵を構成する「五部」（巴: Pañca Nikāya, パンチャ・ニカーヤ）の内の、第5番目（最後）の「部」（nikāya, ニカーヤ）のこと。 KNと略称する。
他の「部」（nikāya, ニカーヤ）に振り分けることができない特異な経典をまとめた「残余」の領域である。冒頭の『小誦経』（しょうじゅきょう、Khuddaka-pāṭha, クッダカ・パータ）に因んで、「小部」（しょうぶ、Khuddaka Nikāya, クッダカ・ニカーヤ）と名付けられている。
名前とは裏腹に、文量は決して小さいわけではなく、むしろ『本生経』（ジャータカ）や『譬喩経』（Apadāna, アパダーナ）を中心に、膨大な文量を誇り、「五部」（Pañca Nikāya, パンチャ・ニカーヤ）の中でも圧倒的に多い。例えば、大蔵出版の『南伝大蔵経』では、「長部」が全3巻、「中部」が全4巻、「相応部」が全6巻、「増支部」が全7巻なのに対して、「小部」には全22巻を費やしている。

## 構成
以下の18経で構成されるが、下の3つは蔵外扱いになることも多い。
- 1. 『小誦経』（しょうじゅきょう、Khuddaka-pāṭha, クッダカ・パータ）
- 2. 『法句経』（ほっくぎょう、Dhammapada, ダンマパダ）
- 3. 『自説経』（じせつきょう、Udāna, ウダーナ）
- 4. 『如是語経』（にょぜごきょう、Itivuttaka, イティヴッタカ）
- 5. 『経集』（きょうしゅう、Sutta-nipāta, スッタニパータ）
- 6. 『天宮事経』（てんぐうじきょう、Vimāna-vatthu, ヴィマーナヴァットゥ）
- 7. 『餓鬼事経』（がきじきょう、Peta-vatthu, ペータヴァットゥ）
- 8. 『長老偈経』（ちょうろうげきょう、Thera-gāthā, テーラガーター）
- 9. 『長老尼偈経』（ちょうろうにげきょう、Therī-gāthā, テーリーガーター）
- 10. 『譬喩経』（ひゆきょう、Apadāna, アパダーナ）
- 11. 『仏種姓経』（ぶっしゅしょうきょう、Buddha-vaṃsa, ブッダ・ヴァンサ）
- 12. 『所行蔵経』（しょぎょうぞうきょう、Cariyā-piṭaka, チャリヤー・ピタカ）
- 13. 『本生経』（ほんしょうきょう、Jātaka, ジャータカ）
- 14. 『義釈』（ぎしゃく、Niddesa, ニッデーサ）
  - 14-1. 『大義釈』（だいぎしゃく、Mahā-niddesa, マハー・ニッデーサ）
  - 14-2. 『小義釈』（しょうぎしゃく、Cūḷa-niddesa, チューラ・ニッデーサ）
- 15. 『無礙解道』（むげげどう、Paṭisambhidā-magga, パティサンビダー・マッガ）

---
- 16. 『導論』（どうろん、 Nettipakaraṇa, ネッティパカラナ）
- 17. 『蔵釈』（ぞうしゃく、Peṭakopadesa, ペータコーパデーサ）
- 18. 『弥蘭王問経』（みらんおうもんきょう、Milinda-pañha, ミリンダ・パンハ, 「ミリンダ王の問い」）

## 日本語訳

### 全訳
- 『南伝大蔵経・経蔵・小部経典1-22』（23-44巻） 大蔵出版
  - 『南伝大蔵経・蔵外』59巻「弥蘭王問経」
- 『小部経典』 全10巻、正田大観、Evolving/Kindle 2015年
- 『原始仏典IV』 全16巻、中村元、春秋社 2023年-
  - 「小部経典」（「ジャータカ」まで）

### 部分訳
ダンマパダ（法句経）
- 『ブッダの真理のことば・感興のことば』中村元訳 岩波文庫

スッタニパータ（経集）
- 『ブッダのことば―スッタニパータ』中村元訳 岩波文庫
- 『スッタニパータ [釈尊のことば] 全現代語訳』 荒牧典俊・本庄良文・榎本文雄、講談社学術文庫 2015年

ヴィマーナヴァットゥ（天宮事経）
- 『天宮事経』藤本晃、サンガ 2017年

ペータヴァットゥ（餓鬼事経）
- 『死者たちの物語―『餓鬼事経』和訳と解説』 藤本晃、国書刊行会　2007年
  - 『初期仏教経典 現代語訳と解説―餓鬼事経―死者たちの物語』 サンガ 2016年

テーラガーター（長老偈経）
- 『仏弟子の告白―テーラガーター』中村元訳 岩波文庫

テーリーガーター（長老尼偈経）
- 『尼僧の告白―テーリーガーター』中村元訳 岩波文庫

ジャータカ（本生経）
- 『ジャータカ全集』（全10巻）中村元監修 春秋社

ミリンダパンハ（弥蘭陀王問経）
- 『世界の名著〈1〉バラモン教典, 原始仏典 』中央公論社
- 『ミリンダ王の問い―インドとギリシアの対決』中村元・早島鏡正訳 東洋文庫
- 『新訳 ミリンダ王の問い : ギリシア人国王とインド人仏教僧との対論』 宮元啓一、花伝社 2022年